# José Ribas Gabriel
José Ribas Gabriel (Barcelona, 29 de junio de 1882 - Ídem, 31 de agosto de 1934) fue un compositor y director de orquesta español.
Ribas nació en la Villa de Gracia, cuando el actual barrio barcelonés todavía era un municipio independiente; en concreto en el n. 13 de la Plaza del Norte, donde su familia tenía un negocio familiar (una panadería). Posteriormente logró hacerse un lugar en el panorama musical de Barcelona, componiendo canciones, obras escénicas y piezas bailables. Fue director de orquesta en teatros, cines y salas de baile, además de dar lecciones de música. Algunas de sus obras escénicas fueron Fígaro, Gall de Ripoll (1924), Primavera o La Tuna de Alcalá (1926).
Ribas murió en 1934, a los 52 años, debido a una neumonía, dejando viuda y dos hijas.

## Por tu amor

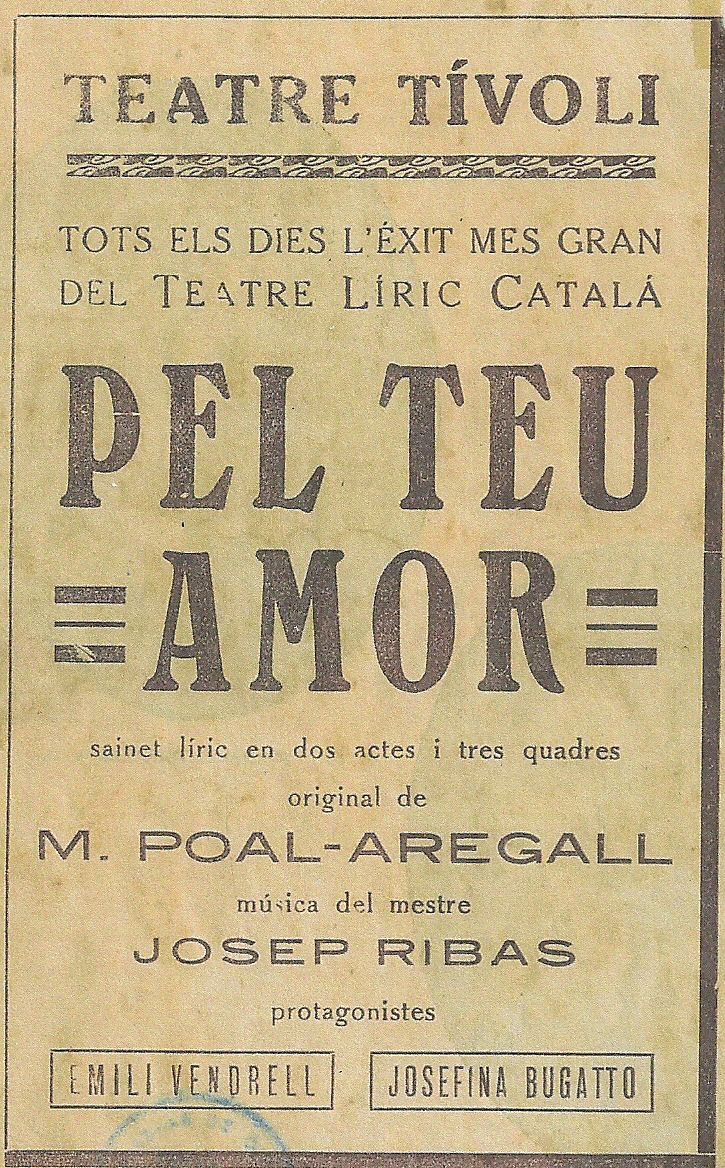
Cartel del estreno de Pel teu amor (1922)

El éxito más grande del compositor llegó a través del fragmento de una de sus obras escénicas. El 21 de diciembre de 1922 estrenó en el Teatro Tívoli de Barcelona Pel teu amor, sainete lírico en dos actos, dos cuadros y once números, con letra de Miquel Poal i Aregall. La obra no tuvo demasiado éxito, y al poco tiempo desapareció de la cartelera. No obstante, el tenor Emili Vendrell, quien también formaba parte del elenco que estrenó la obra, se fijó en uno de los números (la Cançó d’en Blai) y lo incorporó a su repertorio como canción, también llamada Pel teu amor. Esta pieza pronto obtuvo una gran popularidad con el nombre de Rosó, hasta llegar a ser una de las piezas más conocidas del repertorio lírico en catalán.